# MAN Turbo
Die MAN Turbo AG war ein Tochterunternehmen des MAN-Konzerns, das auf den Bau von Turbomaschinen (Kompressoren, Gasturbinen, Dampfturbinen) spezialisiert war. Es ging zum 1. Januar 2010 durch eine Fusion mit der MAN Diesel SE in der MAN Diesel & Turbo SE auf.
Der Stammsitz der MAN Turbo war Oberhausen, daneben gab es Produktionsstandorte in Berlin, in Hamburg, in Zürich (Schweiz), in Schio (Italien) und seit Ende 2008 in Changzhou (China).
Das Produktprogramm umfasste die Entwicklung, Konstruktion, Bau, Erprobung, Packaging, Lieferung und Inbetriebnahme von Kompressoren (Axial-, Radial-, Schrauben-) mit einem Fördervolumen bis zu 1.400.000 m³/h und einem Enddruck bis zu 130 bar, von Expandern (Eintrittstemperaturen bis 760 °C und Leistungen bis 30 MW), von Dampfturbinen (Eintrittstemperaturen bis 570 °C und Leistungen von 1,5 bis 160 MW) und von Gasturbinen (Leistungen von 6 MW bis 26 MW).
Insgesamt beschäftigte die MAN Turbo im Jahr 2006 weltweit 3.257 Mitarbeiter bei einem Umsatz von 908 Mio. Euro (2004: 2.476 Mitarbeiter bei einem Umsatz von 694 Mio. Euro). Der Auftragseingang lag im Jahre 2006 bei 1.498 Mio. Euro (2005: 850 Mio. Euro).

## Geschichte
Hervorgegangen aus der ehemaligen Gutehoffnungshütte (GHH) in Oberhausen, blickte MAN Turbo auf eine über 200-jährige Geschichte zurück. Bereits 1814 wurden die ersten GHH-Dampfmaschinen gebaut, 1904 die erste GHH-Dampfturbine als Generator-Antriebsmaschine mit 1.500 kW Leistung.
Die MAN Turbo gründete sich in dem ehemaligen Geschäftsbereich „Turbomaschinen“ der MAN-GHH Sterkrade.
1996 wurde der Borsig-Maschinenbau (Berlin) übernommen und mit der MAN GHH Sterkrade zur MAN GHH Borsig Turbomaschinen GmbH verbunden.
2000 wurde die schweizerische Sulzer Turbo (die 1969 ihrerseits aus der Übernahme der Escher Wyss AG durch den Sulzer-Konzern entstanden war) übernommen und der Unternehmensverbund MAN Turbomaschinen AG gebildet. Mitte Oktober 2004 bekam die MAN Turbomaschinen offiziell den neuen, im Sprachgebrauch schon lange üblichen Namen MAN Turbo. Im Januar 2006 wurden die Dampfturbinen-Aktivitäten der ThyssenKrupp-Tochter B+V Industrietechnik, ehemals Blohm + Voss, Hamburg übernommen. 
Am 14. Juli 2009 wurde die Fusion mit MAN Diesel zum neuen MAN-Konzernbereich Power Engineering (Kraftanlagen) zum 1. Januar 2010 bekannt gegeben. Die Fusion wurde am 26. März 2010 (rückwirkend zum 1. Januar) mit Eintragung der MAN Diesel & Turbo SE im Handelsregister Augsburg vollzogen.